# Staatsanzeiger für Baden-Württemberg
Der Staatsanzeiger für Baden-Württemberg ist das Amtsblatt der obersten Landesbehörden in Baden-Württemberg. In dem Medium, das wöchentlich freitags in Printform sowie als E-Paper erscheint, werden unter anderem Öffentliche Ausschreibungen und Vergaben, Gesetzesänderungen und amtliche Mitteilungen, Berichte aus dem Landtag und der Landespolitik sowie Fachbeiträge zu Verwaltung, Wirtschaft, Bauwesen und Bildung veröffentlicht. Die Auflage beträgt rund 8.450 Exemplaren (Stand: 2023).

## Geschichte
Die Ursprünge des Staatsanzeigers reichen bis ins Jahr 1850 zurück, als im damaligen Königreich Württemberg der „Staats-Anzeiger für Württemberg. Politische Zeitung“ erstmals erschien. Im Jahr 1991 wurde der Staatsanzeiger aus dem Staatsministerium ausgegliedert und als eigenständiges Unternehmen, der Staatsanzeiger Verlag, weiter geführt. Mit den Jahren entwickelt sich der Verlag zur privaten Staatsanzeiger für Baden-Württemberg GmbH & Co. KG weiter. Gesellschafter des Verlags sind heute (Stand: 2025) die DiesbachMedien GmbH, Heilbronner Stimme GmbH & Co. KG, Ungeheuer + Ulmer KG GmbH & Co.